# Hélène Paléologue de Morée
Hélène Paléologue (1431 - 7 novembre 1473) est une princesse Byzantine de la dynastie des Paléologues.

## Biographie

### Origine et famille
Hélène nait dans le despotat de Morée en 1431, elle est la fille ainée du Thomas Paléologue, despote de Morée et de Catherine Zaccaria, héritière de la principauté d'Achaïe. Elle a deux jeunes frères, André Paléologue et Manuel Paléologue, et une sœur, Zoé, qui épousera Ivan III de Russie. Ses grands parents maternels sont Centurione II Zaccaria et Creusa Tocco. Sa cousine germaine et homonyme Hélène Paléologue, devient reine consort du royaume de Chypre. 

### Mariage
En octobre 1446 elle quitte Glarentza dans le Péloponnèse pour Semendria en Serbie, où elle épouse en décembre Lazar Branković, le troisième fils du despote de Serbie Đurađ Branković. Ce dernier s'était reconnu vassal des Ottomans, il n'a participé ni à la bataille de Varna en 1444 ni à la seconde bataille de Kosovo en 1448 et Lazare ne conserve son despotat que deux ans, de 1456 à 1458. 
Lorsque son époux meurt après une année de règne, Mihailo Anđelović, soutenu par les Turcs, est choisi comme chef du conseil, devenant de facto souverain de Serbie. Hélène Palaiologina et son beau-frère, Stefan Branković, soutenus par les Hongrois, s'entendent pour saisir le pouvoir. En mars 1458, Anđelović est renversé par une insurrection et Hélène Palaiologina et Branković prennent conjointement le contrôle de la Serbie. Afin de conforter leur position ils recherchent un allié en la personne d'Étienne-Thomas de Bosnie, dont le fils ainé, Étienne Tomašević, épouse le 1er avril 1459 l'ainée des filles d'Hélène, Marie de Serbie.
Le 20 juin 1459, les Ottomans lancent un assaut contre Smederevo et s'emparent de la cité, mettant effectivement fin au despotat de Serbie. Palaiologina réussit à s'échapper et en avril 1462, elle parvient à Dubrovnik, où elle réside un an. Pendant ce temps elle négocie le mariage de sa fille Milica. En juin 1463 elle se rend à Corfou, où elle rejoint sa mère et ses frères qui y avaient trouvé refuge. Ensuite elle se fixe sur l'île de Leucade, où elle devient nonne et prend le nom de Hypomone. Elle meurt le 7 novembre 1473.

## Famille
De son mariage avec Lazar Branković elle a eu trois filles :
- Marie/Mara de Serbie, épouse de Stefan Tomašević, roi de Bosnie ;
- Milica Branković, épouse de Léonard III Tocco, comte de Céphalonie et de Zante ;
- Jerina Branković, épouse de Giovanni Kastrioti, fils de Skanderbeg et d'Andronike Arianiti.